# Godzilla (pel·lícula de 2014)
Godzilla és una pel·lícula estatunidencojaponesa del 2014 de monstres dirigida per Gareth Edwards. La pel·lícula pretén reiniciar des de zero la franquícia fílmica de Godzilla en narrar els orígens del popular monstre dins dels temps actuals, fidel a l'estil de pel·lícules elaborades per Tōhō. S'ha doblat i subtitulat al català.
La pel·lícula és una coproducció entre Legendary Pictures i Warner Bros., aquesta última s'encarregà de distribuir-la a escala mundial, amb l'excepció del Japó, on va ser distribuïda per Tōhō. Està gravada als Estats Units i al Canadà, és la segona pel·lícula de Godzilla completament elaborada per un estudi estatunidenc des de la versió del 1998 de Roland Emmerich.

## Argument
El físic nuclear Joseph Brody busca una explicació a tot de misteriosos esdeveniments que tenen lloc al Japó quinze anys després d'un incident que afectà la regió de Tòquio. Tot rebutjant la versió oficial que evoca un terratrèmol, el científic torna al lloc dels fets acompanyat del seu fill Ford, soldat de l'exèrcit. Descobreixen que els incidents no estan lligats a una catàstrofe natural, sinó a monstres sorgits d'assajos nuclears al Pacífic l'endemà de la Segona Guerra Mundial. Aquestes criatures són creades per una organització anomenada Monarch, però amenacen aviat la seguretat de l'arxipèlag de Hawaii a la costa oest dels Estats Units. Alhora, la companya d'en Ford, infermera i jove mare, ha de bregar amb els pacients en un hospital de San Francisco.

## Repartiment

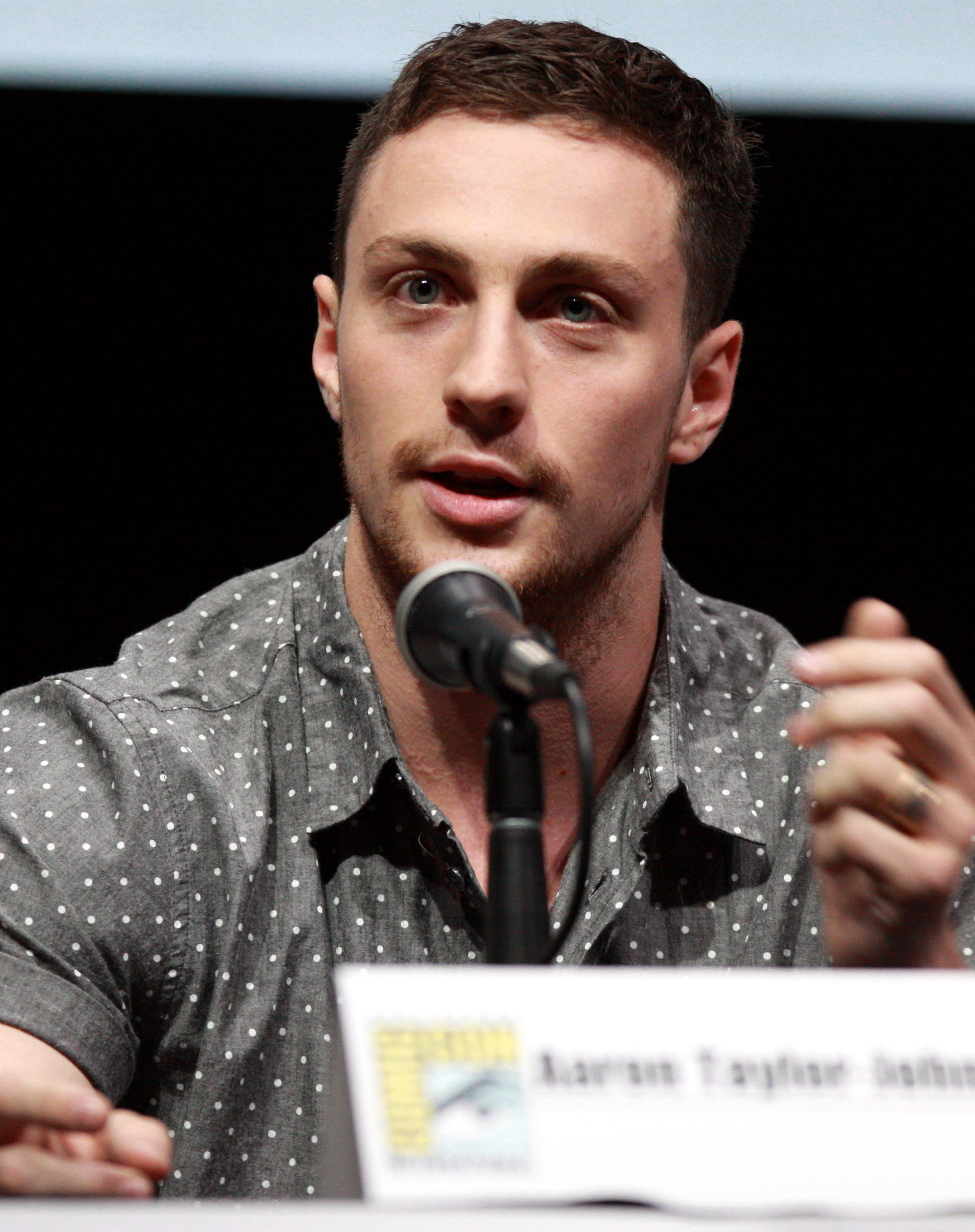
Aaron Taylor-Johnson al Comic-Con de San Diego de 2013.

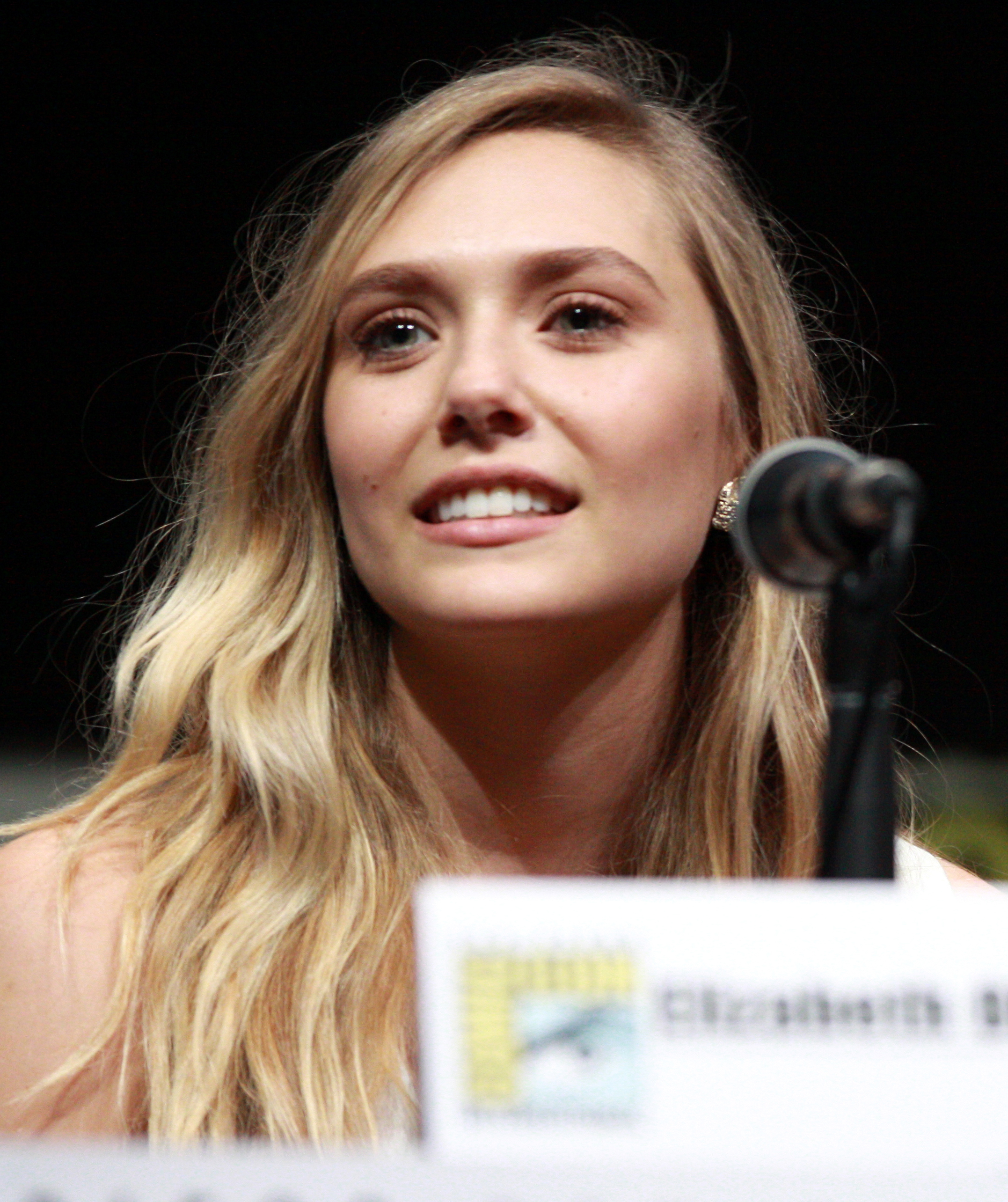
Elizabeth Olsen al Comic-Con de San Diego de 2013.

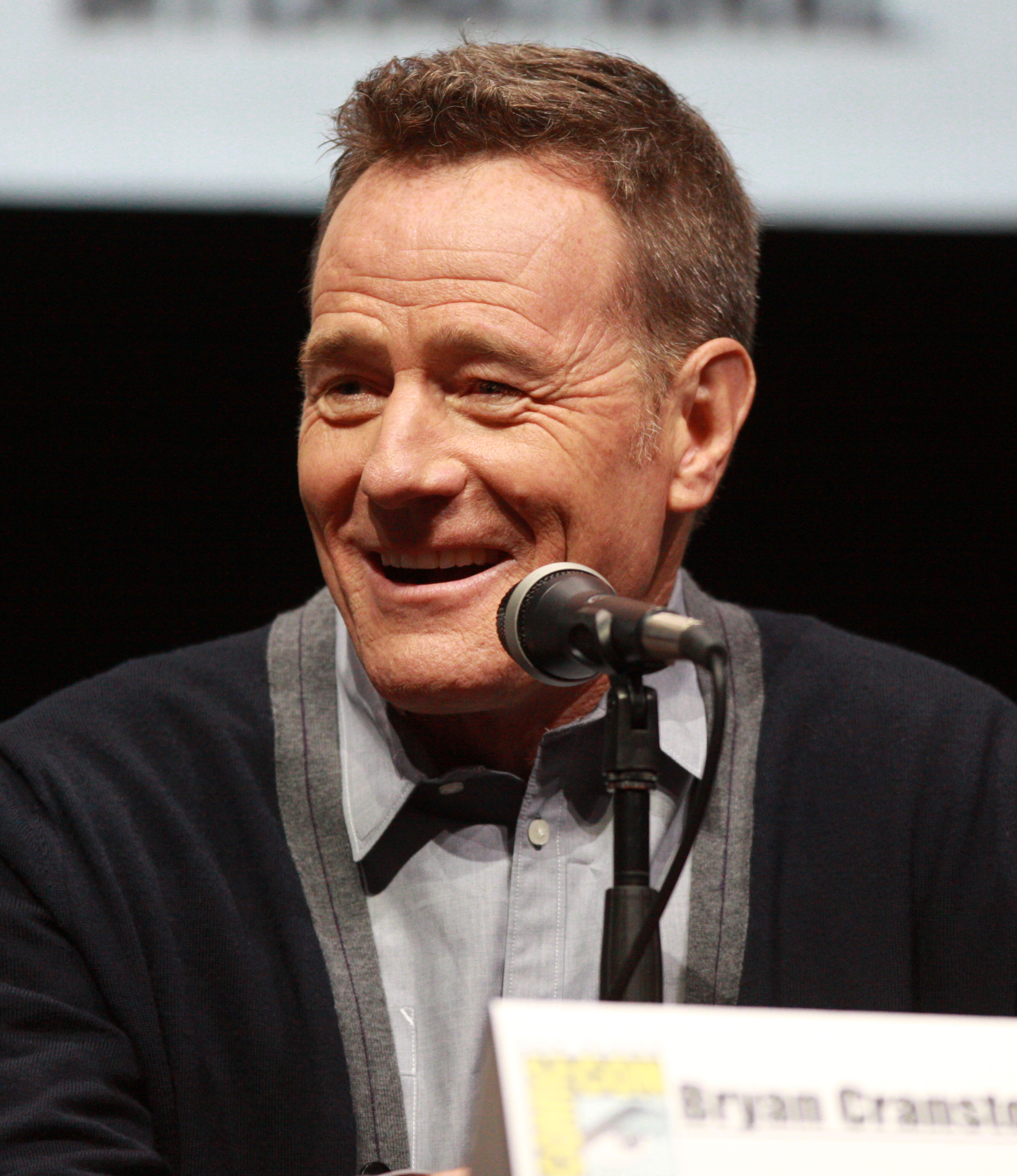
I Bryan Cranston, igualment al Comic-Con de San Diego 2013

- Aaron Taylor-Johnson: el tinent Ford Brody
- Ken Watanabe: el doctor Ishiro Serizawa[3]
- Elizabeth Olsen: Elle Brody
- Bryan Cranston: Joseph "Joe" Brody
- Juliette Binoche: Sandra Brody[4]
- David Strathairn: l'Almirall William Stenz
- Sally Hawkins: la doctora Vivienne Graham
- Richard T. Jones: el capità Russell Hampton
- Victor Rasuk: el sergent Tre Morales
- CJ Adams: Ford Brody, de jove
- Carson Bold: Sam Brody
- Patrick Sabongui: el tinent -comandant Marcus Waltz
- Al Sapienza: Huddleston
- Brian Markinson: Whelan
- Hiro Kanagawa: Hayato
- Ty Olsson: Jainway

## Rebuda
- "Gareth Edwards recicla la pel·lícula per al seu ús i gust privat, proposant un superespectacle d'autor, (...) per portar la gramàtica del kaiju-eiga a un inèdit territori de poesia malenconiosa. (...) Puntuació: ★★★★ (sobre 4)"[5]
- "Aquest nou 'Godzilla' és intel·ligent, conscient de si mateix, cridaner i és qüestionable si necessita una doble injecció d'enginy descarat[6]